# Aleksandr Tormasov
Aleksandr Petrovitsj Tormasov (Russisch: Александр Петрович Тормасов) (Moskou, 11 augustus 1752 – aldaar, 13 november 1819) was een Russische cavaleriegeneraal tijdens de napoleontische oorlogen.

## Jeugd
Aleksandr Tormasov kwam uit een oude adellijke familie. Toen hij tien jaar oud was begon zijn militaire carrière als page. In 1772 werd hij luitenant van een regiment van de Vjatka-infanterie, maar na een paar weken kwam hij onder het commando van Jakov Bruce in de functie van adjudant. Drie jaar later richtte Tormasov het Finse jagersregiment op, en hij leidde dit regiment. Tormasov had toen de rang van luitenant-kolonel.

## Tijd als generaal
Tormasov nam deel aan de Russisch-Turkse Oorlog (1787-1792). Aldaar werd hij op 21 maart 1791 gepromoveerd tot generaal-majoor. Tussen 1792 en 1794 vocht hij succesvol tegen het Pools-Litouwse Gemenebest. Net als veel mede-generaals werd hij op 11 juli 1799 door tsaar Paul I ontslagen en gevangengezet. Hij zat enkele maanden vast in het Daugavgrīva-fort bij Riga. Op 16 november 1800 keerde hij terug bij het Russische leger. Op 16 november 1801, de dag van de kroning van Alexander I werd hij gepromoveerd tot cavaleriegeneraal. Daarna vervulde hij een administratieve functie tot 1803.

## Militaire loopbaan
- Tweede luitenant: 2 maart 1772[1]
- Kapitein: mei 1772[3]
- Luitenant-kolonel: 1782
- Kolonel: 1784[1]
- Brigadier: april 1789[3]
- Generaal-majoor: 21 maart 1791[3]
- Luitenant-generaal: 6 februari 1798[1]
- Generaal der Cavalerie: 15 september 1801[1]- 27 september 1801[3]

## Onderscheidingen
- Orde van Sint-Anna
  - 1e klasse
- Alexander Nevski-orde op 18 november 1806
  - Diamanten op 23 november 1811
- Orde van Sint-Andreas de Eerstgeroepene op 12 april 1812
- Orde van Sint-George
  - 2e klasse op 28 juli 1812[1]- 9 augustus 1812[3]
  - 3e klasse op 18 maart 1792[1]- 29 maart 1792[3]
- Orde van Sint-Vladimir
  - 1e klasse op 11 mei 1810
  - 2e klasse op 11 september 1794
- Orde van de Witte Adelaar op 25 september 1793
- Orde van Sint-Stanislaus op 13 november 1793
- Tot Graaf verheven op 30 augustus 1816[1]- 11 september 1814[3]
- Gouden zwaard voor Dapperheid met Diamanten in 1794
- Orde van de Zwarte Adelaar in 1818